# Е йотоване
Ѥ, ѥ (Е йотоване) — літера кириличних абеток деяких давніх слов'янських книжно-письмових мов (зокрема, старослов'янскої, давньоруського і сербського ізводів церковнослов'янської).
У старослав'янській кирилиці 35-та за ліком, має вигляд , бувши за походженням лігатурою літер І та Є. Числового значення у буквеній цифірі не має. У глаголиці відсутня, замість неї використовувалася  («Е»).

## Вимова
На початку слів і після голосних означає звукосполучення [je], а після приголосних — їхнє пом'якшення (тобто фонетично відповідає українському «є»).
У сучасній українській мові давньому ѥ відповідає «є», але в низці випадків — «ї», що розвилося з [je] через йотований «новий ять» (пор. Київ < Киѣвъ < д.-рус. Кыѥвъ).

## Використання
У східнослов'янських землях виходить з ужитку в XV ст., замінена буквою  («е», «є»). У південних слов'ян зберігається аж до друкарської доби й існує протягом всієї історії сербського друкування (з кінця XV ст. до 1638 року, коли у Венеції була надрукована остання сербуля). У середині XIX ст. цю літеру пробували відновити в болгарському правописі, але її вживання не узвичаїлося.

## Таблиця кодів
| Кодування | Регістр | Десятковий код | 16-ковий код | Вісімковий код | Двійковий код     |
| --------- | ------- | -------------- | ------------ | -------------- | ----------------- |
| Юнікод    | Велика  | 1124           | 0464         | 002164         | 00000100 01100100 |
| Юнікод    | Мала    | 1125           | 0465         | 002165         | 00000100 01100101 |

У стандартних 8-бітових кодуваннях йотоване «є» не представлене. У HTML велику Ѥ можна записати як &#1124; або &#x464;, а маленьку ѥ — як &#1125; чи &#x465;.